# Yoder (Wyoming)
Yoder és una població dels Estats Units a l'estat de Wyoming. Segons el cens del 2000 tenia 169 habitants.

## Demografia
Segons el cens del 2000, Yoder tenia 169 habitants, 66 habitatges, i 45 famílies. La densitat de població era de 326,3 habitants/km².
Dels 66 habitatges en un 34,8% hi vivien nens de menys de 18 anys, en un 57,6% hi vivien parelles casades, en un 6,1% dones solteres, i en un 31,8% no eren unitats familiars. En el 28,8% dels habitatges hi vivien persones soles el 12,1% de les quals corresponia a persones de 65 anys o més que vivien soles. El nombre mitjà de persones vivint en cada habitatge era de 2,56 i el nombre mitjà de persones que vivien en cada família era de 3,09.
Per edats la població es repartia de la següent manera: un 30,2% tenia menys de 18 anys, un 3,6% entre 18 i 24, un 29,6% entre 25 i 44, un 23,7% de 45 a 60 i un 13% 65 anys o més.
L'edat mediana era de 39 anys. Per cada 100 dones de 18 o més anys hi havia 110,7 homes.
La renda mediana per habitatge era de 40.781 $ i la renda mediana per família de 41.875 $. Els homes tenien una renda mediana de 37.500 $ mentre que les dones 15.000 $. La renda per capita de la població era de 15.161 $. Entorn del 5,3% de les famílies i el 8,7% de la població estaven per davall del llindar de pobresa.